# Mulholland Drive (2001.)
Mulholland Drive (eng. Mulholland Dr.) američki je neo-noir psihološki triler iz 2001. godine kojeg je napisao i režirao David Lynch, a u kojem su glavne uloge ostvarili Justin Theroux, Naomi Watts i Laura Elena Harring. Ovaj nadrealni film bio je izrazito hvaljen od strane kritičara. Lynch je na filmskom festivalu u Cannesu 2001. godine proglašen najboljim redateljem, a također je bio nominiran za prestižnu nagradu Oscar u kategoriji najboljeg redatelja. Mulholland Drive lansirao je filmske karijere glumica Watts i Harring dok je istodobno bio posljednji u kojem je glumila holivudska veteranka Ann Miller. Među filmskim kritičarima i filmofilima prevladava mišljenje da se radi o Lynchovom najboljem filmu (uz Eraserhead iz 1977. godine i Plavi baršun iz 1986. godine), a mnogi kritičari izdvojili su ga kao jednog od filmova koji predstavljaju jedinstvenu perspektivu 2000-tih godina.
Film je originalno zamišljen kao Pilot epizoda televizijske serije pa je Lynch njegov veliki dio snimio kako bi ostavio mogućnost za potencijalne nastavke (epizode). Međutim, nakon što su televizijski producenti vidjeli Lynchovu verziju, odbili su projekt pa je redatelj dodatno snimio kraj i tako sve upakirao u cjelovečernji film. Takva polupilot, polufilm verzija uz Lynchov karakteristični stil snimanja ostavili su sve događaje u istome otvorenim za nagađanje, diskusije i razne teorije. Sam Lynch odbio je ponuditi objašnjenje filma, ostavljajući publici, kritičarima i filmskoj ekipi da spekuliraju o tome što film zapravo želi reći.
Radnja filma vrti se oko mlade glumice Betty Elms koja upravo dolazi u Los Angeles (Kalifornija) gdje se susreće i sprijateljuje sa ženom koja se skriva u stanu Bettyine tete i pati od amnezije. Priča također uključuje i nekoliko zasebnih, na prvi pogled nepovezanih epizoda koje se kasnije spajaju na različite načine, kao i poneke nadrealne scene i slike koje se odnose na zagonetnu naraciju samog filma. Kritičar New York Timesa, A. O. Scott o filmu je napisao: "Premda bi neki mogli pomisliti da je radnja filma uvreda protiv narativnog reda... Film je zapravo opojno oslobođenje osjećaja s trenucima u kojima nam se čini da smo u potpunosti nadmoćni zbog vlastite mogućnosti izlaska iz tog mračnog svijeta nesvjesnog."

## Radnja
Priča filma nije linearna i vrijeme radnje ne prati kronološki. Misteriozna žena tamne kose (Laura Elena Harring) uspijeva pobjeći od vlastitog ubojstva preživjevši prometnu nesreću na Mulholland Driveu. Ozlijeđena i u šoku, spušta se u Los Angeles i kriomice ulazi u stan kojeg upravo napušta ostarjela, crvenokosa žena. Sljedećeg dana u isti stan dolazi vedra, optimistična i puna nade glumica Betty Elms (Naomi Watts) i pronalazi zbunjenu crnokosu ženu koja se ne može sjetiti niti vlastitog imena. Crnokosa žena kaže da se zova "Rita", nakon što je u kupaonici vidjela poster filma Gilda iz 1946. godine u kojem naslovnu ulogu igra Rita Hayworth. Kako bi joj pomogle u razotkrivanju njezinog identiteta, obje djevojke pogledaju u Ritinu torbicu gdje pronalaze poveliku količinu novca i neobičan plavi ključ. 
U zalogajnici imena Winkies, muškarac priča svom prijatelju noćnu moru u kojoj je vidio užasavajuće lice upravo iza zalogajnice u kojoj se nalaze. Nakon što odu istražiti mjesto iza restorana, lice se nakratko pojavljuje, a muškarac koji je noćnu moru sanjao ruši se u šoku. Holivudski redatelj Adam Kesher (Justin Theroux) izgubio je kreativnu slobodu na svom novom filmu zbog očiglednih mafijaša koji od njega zahtijevaju da za glavnu ulogu uzme nepoznatu glumicu Camillu Rhodes (Melissa George). Nakon što ih odbije, vraća se kući gdje zatječe svoju ženu u krevetu s drugim te biva izbačen iz nje. Kasnije saznaje da mu je banka blokirala sve račune i da je trenutno švorc. Uskoro pristaje naći se s misterioznim likom Kaubojem koji mu još jedanput savjetuje da za svoje vlastito dobro u svoj film uzme glumicu Camillu Rhodes. U isto vrijeme nespretni ubojica (Mark Pellegrino) pokušava ukrasti knjižicu punu telefonskih brojeva, a pritom ubija troje ljudi.
Pokušavajući saznati što više informacija o Ritinoj nesreći, Betty i Rita odlaze u Winkies gdje ih poslužuje konobarica imena Diane nakon čega se Rita sjeti imena "Diane Selwyn". Uskoro pronađu Diane Selwyn u telefonskom imeniku i nazovu je, ali se ona ne javlja. Betty odlazi na audiciju gdje sve prisutne obara s nogu. Agentica za glumce odvede ju na set filma imena The Sylvia North Story kojeg režira Adam, upravo u trenutku kada se na audiciji pojavljuje Camilla Rhodes, a Adam samo izgovara rečenicu "Ovo je ta djevojka." Betty pobjegne prije nego što upozna Adama, opravdavajući se da mora posjetiti prijateljicu.
Betty i Rita odlaze u stan Diane Selwyn te provaljuju u njega kroz prozor, nakon što im nitko ne otvori vrata. U spavaćoj sobi pronalaze leš žene koja je mrtva nekoliko dana. Užasnute, vraćaju se u svoj stan gdje se Rita maskira, stavljajući na sebe plavu vlasulju. Dvije djevojke spavaju zajedno i probude se u dva sata ujutro nakon što Rita počne inzistirati da odu u jezivo kazalište imena klub Silencio. Na pozornici čovjek na nekoliko jezika objašnjava da je sve iluzija; žena započne pjevati pa se onda ruši, iako se glas još uvijek čuje. Betty u svojoj torbici pronalazi plavu kutiju koja odgovara Ritinom plavom ključu. Nakon povratka u stan, Rita pronalazi ključ, a Betty misteriozno nestaje. Rita otključava kutiju nakon čega kutija pada na pod uz tupi udarac.
Starija crvenokosa žena odluči istražiti zvuk, ali ne pronalazi ništa. Kauboj se pojavljuje na ulaznim vratima spavaće sobe Diane Selwyn i kaže: "Hej, ljepotice. Vrijeme je za buđenje." Diane Selwyn (glumi ju Naomi Watts) budi se u svom krevetu. Izgleda baš poput Betty, ali vidimo ju kao usamljenu, depresivnu i propalu glumicu koja je zaljubljena u Camillu Rhodes (koju sad glumi Harring) koja ju muči i odbija. Na Camillin poziv, Diane dolazi na zabavu u Adamovoj kući na Mulholland Driveu. Njezina limuzina stane prije nego što dođu do kuće, a Camilla ju otprati do zabave putem prečaca. Čini se da je Adam zaljubljen u Camillu. Tijekom večere, Diane priča kako je došla u Hollywood nakon što joj je teta umrla i kako je upoznala Camillu na audiciji za film The Sylvia North Story. Još jedna žena (koju glumi Melissa George) poljubi Camillu nakon čega se obje okrenu i nasmiješe Diane. Adam i Camilla pripremaju se za važnu obavijest gostima zabave te se nasmiju i poljube dok Diane gleda i plače.
Diane se susreće s nespretnim ubojicom u zalogajnici Winkies gdje mu daje Camillinu fotografiju i veliku svotu novca dok ih poslužuje konobarica imena Betty. Ubojica kaže Diane da će, kada posao bude završen, naći plavi ključ. Diane ga upita što ključ otvara (ako uopće išta otvara), na što se ubojica samo nasmije. Diane podigne pogled i na šanku vidi čovjeka koji je sanjao noćnu moru. U svome stanu, gledajući ključ na stoliću ispred nje, Diane počnu terorizirati halucinacije. Ona vrišteći potrči do svojeg kreveta gdje se ubija. U posljednjem kadru vidimo ženu iz kluba koja šapne "Silencio".

## Produkcija

### Razvoj projekta
Originalno zamišljen kao televizijska serija, projekt Mulholland Drive započeo je kao dvo-i-pol satna Pilot epizoda u produkciji Touchstone Television s namjerom prikazivanja na ABC-u. David Lynch uspio je prodati ideju izvršnim direktorima ABC-a koju je tada temeljio samo na priči o liku Rite koja nakon automobilske nesreće izlazi iz auta s torbom u kojoj se nalazi 125 tisuća dolara i plavim ključem dok joj Betty pomaže u otkrivanju njezinog identiteta. Jedan od direktora ABC-a se prisjeća: "Sjećam se jezivosti te žene u toj strašnoj prometnoj nesreći i Davida kako nam nagađa da je neki ljudi slijede. Ona nije samo u nevolji - ona jest nevolja. Naravno, pitali smo što se događa dalje, a David je samo odgovorio da ćemo prvo morati kupiti ideju kako bi nam rekao nastavak priče."
Lynch je opisao atraktivnost ideje Pilot epizode, unatoč tome što je bio svjestan da bi ga medij kao što je televizija mogla suziti: "Slab sam na priče koje se događaju u kontinuitetu... Teoretski možeš dobiti dobru priču i otići jako duboko te otvoriti potpuno novi svijet, ali do toga treba proći dosta vremena". Priča je uključivala normalne, ali i nadrealne elemente poput prethodne Lynchove televizijske serije Twin Peaks. Postavljeni su temelji za razvoj različitih priča poput Ritinog identiteta, Bettyne karijere i filmskog projekta Adama Keshera.

### Glumačka postava
Lynch je dodijelio uloge Naomi Watts i Lauri Eleni Harring na temelju njihovih fotografija. Nazvao ih je i pozvao na polusatni intervju te im rekao da se nikad prije nije susreo s njihovim radovima na filmu ili televiziji. Harring je smatrala kobnom činjenicu što je doživjela manju prometnu nesreću na putu za prvi intervju, ali je tek kasnije saznala da upravo njezin lik u filmu doživljava automobilsku nesreću. Watts je na prvi intervju došla u trapericama, direktno iz aviona koji je letio iz New Yorka. Lynch ju je zamolio da se vrati sljedeći dan, "malo urednija". Uloga joj je ponuđena dva tjedna kasnije. Lynch je svoj odabir glumice Watts objasnio: "Vidio sam nekoga za koga sam smatrao da ima fantastičan talent, nekoga tko ima predivnu dušu i inteligentne mogućnosti za mnoge različite uloge... Bio je to prekrasan puni paket". Justin Theroux također se susreo s Lynchom direktno nakon dolaska s aerodroma. Nakon dugog leta uz malo sna, Theroux je došao na intervju obučen sav u crno, neuredne frizure. Lynchu se izgled svidio i odlučio je lik Adama obući u sličnu odjeću i dati mu sličnu frizuru.

### Snimanje filma
Snimanje televizijske Pilot epizode započelo je na lokacijama u Los Angelesu u veljači 1999. godine i trajalo šest tjedana. Na kraju televizijska mreža nije bila zadovoljna epizodom i odlučila ju je ne prikazati na svom programu. Ono što im se nije svidjelo je bila nelinearna priča, starost glumica Harring i Watts (smatrali su ih prestarima), pušenje cigarete lika kojeg je glumila Ann Miller te krupni plan psećih fekalija u jednoj sceni. Lynch se prisjeća: "Sve što znam je to da sam uživao snimajući Pilot epizodu, ABC ju je mrzio, a meni se nije svidjela verzija koju sam im poslao. Složio sam se s ABC-jem da je duža verzija prespora, ali sam bio prisiljen unakaziti je zbog rokova pa nije bilo vremena za dodatne finese. Falilo je teksture, velikih scena i priče, a više od 300 kopija loše verzije kružilo je okolo. Mnogo ljudi je vidjelo tu verziju, što je neugodno, jer se, između ostalog, radilo i o lošoj kvaliteti same snimke. Ne želim više niti razmišljati o tome."
Scenarij je kasnije ponovno napisan i produžen, nakon što je Lynch odlučio pretvoriti Pilot epizodu u cjelovečernji film. Objašnjavajući kako je uspio transformirati otvoreni kraj Pilot epizode u kompletni film Lynch kaže: "Jedne noći sam sjeo, ideje su samo počele dolaziti i to je bilo jedno predivno iskustvo. Sve sam vidio iz drugog kuta... Sada kad se prisjećam shvaćam da je film oduvijek želio biti baš takav. Trebao je samo ovakav čudan početak da dovede do završnog proizvoda". Konačan rezultat bilo je 18 stranica više materijala koje su uključivale romantičnu vezu između Rite i Betty te događaje koji su uslijedili nakon otvaranja plave kutije. Glumica Watts bila je sretna što je ABC odbio Pilot epizodu. Smatrala je da je lik Betty previše jedno-dimenzionalan bez mračnog dijela filma koji je kasnije snimljen i montiran. Većina novih scena snimana je u listopadu 2000. godine, uz budžet od 7 milijuna dolara francuske produkcijske kompanije StudioCanal.
Theroux se prisjeća da je dolazio na snimanje bez da je u potpunosti shvaćao radnju filma: "Dobiješ potpuno novi scenarij, ali bez scena u kojima nisi, jer bi cijela priča mogla ispasti puno mističnija nego dijelovi. David dobro reagira na pitanja, ali ne želi odgovoriti na niti jedno... Radiš kao da imaš povez preko očiju. Da mu je ovo bio prvi film i da ranije već nije demonstrirao način ovakvih metoda, vjerojatno bih imao svoje rezervacije prema filmu. Ali to je očigledno način na koji on radi". Theroux je rekao da je jedini odgovor na pitanje koje je postavio Lynchu bio onaj da lik holivudskog redatelja kojeg Theroux tumači u filmu nije autobiografija Lyncha. Glumica Watts rekla je da je pokušala blefirati Lynchu i reći da je shvatila kompletnu radnju filma, ali Lynch je uživao u tim malim frustracijama glumačke ekipe.

## Interpretacije i aluzije
Davši filmu samo jednostavan tagline "Ljubavna priča u gradu snova", redatelj David Lynch odbio je komentirati značenje ili simbolizam filma Mulholland Drive, ostavljajući mjesta za diskusije i mnoge različite interpretacije. Filmski kritičar Christian Science Monitora David Sterritt razgovarao je s Lynchom nakon projekcije u Cannesu i napisao da redatelj "inzisitra na tome da Mulholland Drive ima koherentnu, razumljivu priču" za razliku od nekih njegovih ranijih filmova. S druge strane, Justin Theroux je o različitim teorijama o kojima ljudi raspravljaju u vezi filma rekao: "Mislim da je Lynch sretan što film znači ono što bilo tko želi da film znači. Voli kad ljudi dolaze do totalno bizarnih interpretacija. David radi iz svoje podsvjesti."

### Snovi i alternativne stvarnosti
Jedna od najranijih interpretacija bila je ona da film koristi analizu snova te objašnjava da je prvi dio filma san prave Diane Selwyn koja samu sebe sanja kao nevinu i punu nade "Betty Elms", rekonstruirajući vlastitu povijest i personu u nešto nalik starom holivudskom filmu. U snu, Betty je uspješna, šarmantna i živi u nadi kako će jednog dana postati slavna glumica. U posljednjoj trećini filma, međutim, vidimo Dianu u pravom životu u kojem je osobno i profesionalno propala. Naručila je ubojstvo Camille, svoje bivše ljubavnice, a zbog nemogućnosti da se nosi s grižnjom savjesti u snu doživljava Ritu kao ovisnu, povodljivu ženu koja uz to pati i od amnezije. Indicije o njezinoj neizbježnoj propasti prisutne su tijekom cijelog trajanja njezinog sna.
Ova interpretacija slična je mišljenju glumice Naomi Watts koja je izjavila: "Oduvijek sam mislila da je Diane pravi lik, a da je Betty osoba koja je ona željela biti i o kojoj je sanjala. Rita je djevojka u nevolji i ona apsolutno treba Betty, a Betty ju kontrolira kao lutku. Rita je Bettyna fantazija onoga što ona želi da bude Camilla." Rana iskustva glumice Watts slična su onima od Diane. Prolazila je kroz razne profesionalne frustracije prije nego što je postala slavna, pojavljivala se na audicijama za uloge u koje nije vjerovala i susretala ljude koji nisu iskorištavali prave prilike. Prisjeća se: "Bilo je tu mnogo obećanja, ali ništa se zapravo nije događalo. Ostala sam bez novca i bila poprilično usamljena".
Časopis The Guardian upitao je šest dobro poznatih filmskih kritičara za njihove vlastite interpretacije oko općenitog značenja filma Mulholland Drive. Neil Roberts iz The Suna i Tom Charity iz Time Outa složili su se oko teorije da je Betty Dianina projekcija sretnijeg života. Roger Ebert i Jonathan Ross također su prihvatili ovu interpretaciju, ali obojica se ustručavaju previše analizirati film. Ebert nadodaje: "Ne postoji objašnjenje. Možda čak ne postoji niti misterija". Ross je napisao da postoje dijelovi priče koji ne vode nigdje: "Možda su to bili ostaci Pilot epizode koja je trebala biti snimljena ili su to možda pogrešni zaključci i podsvjest samih snova". Philip French iz The Observera sve to gleda kao na aluziju za holivudsku tragediju, dok Jane Douglas iz BBC-a odbacije teorije Bettynog života i Dianinog sna, ali također upozorava da film ne treba pretjerano analizirati.
Jedna od ponuđenih interpretacija je i ona da likovi Betty i Rite te Diane i Camille postoje u paralelnim svjetovima koji se ponekad međusobno isprepleću. Također je jedna od teorija i ona da je kompletan film zapravo san, ali ne zna se čiji. Opetovane reference na krevete, spavaće sobe i spavanje simboliziraju jak utjecaj snova. Rita zaspe nekoliko puta; između tih epizoda događaju se nepovezane scene kao što su ljudi koji razgovaraju u Winkiesu, Bettyn dolazak u Los Angeles i nespretni ubojica što aludira na to da ih Rita možda sanja. Važna je i prva scena filma u kojoj se, prema mišljenju filmske povjesničarke Ruth Perlmutter, ulijeva sumnja o tome da li je sve ono što slijedi stvarnost. Profesorica studija za snove Kelly Bulkeley smatra da scena za večerom, kao jedina u kojoj se snovi i snivanje eksplicitno spominju, ilustrira "otkrivenje istine i epistemološku nesigurnost Lynchovog filma". Lice čudovišta iz sna o kojem dvojica muškaraca pričaju u Winkiesu ponovno se pojavljuje na kraju filma netom prije i nakon Dianeinog samoubojstva. Bulkeley napominje da ta scena prezentira "potpuno nov način shvaćanja svega što se do tada dogodilo u filmu".
Filozof i filmski teoretičar Robert Sinnerbrink na sličan način spekulira o tome da scene koje slijede nakon Dianeinog navodnog samoubojstva umanjuju točnost teorije "snova i stvarnosti". Nakon što Diane počini samoubojstvo, krevet proguta dim, a Betty i Rita su prikazane zajedno nakon čega žena iz kluba Silencio na balkonu samo šapne "Silencio". Sinnerbrink piše da ove "završne scene lebde u neodređenoj zoni između fantazije i stvarnosti, što vjerojatno označava metafizičku dimenziju filmske slike", a također nagađa i da je moguće da "posljednja sekvenca obuhvaća fantaziju Dianeine umiruće svijesti, završivši s pravim trenutkom njezine smrti: pravim Silenciom". Referirajući se na iste trenutke filma, filmski teoretičar Andrew Hageman ističe da "90-sekundni završetak koji slijedi nakon Bettynog/Dianeinog samoubojstva predstavlja filmski prostor koji ostaje nakon što se zastori njezine svijesti zatvore, a taj izdržljiv prostor je ono kazalište u kojem se neprestano otkrivaju iluzije iluzija".
Filmski teoretičar David Roche piše da Lynchovi filmovi ne pričaju jednostavne detektivne priče, nego tjeraju publiku da ona sama postane detektiv kako bi shvatila o čemu je riječ te da Mulholland Drive, kao i ostali Lynchovi filmovi, frustrira "gledateljevu potrebu za logičnim igrajući na kartu gledateljeve pogreške u mišljenju da je naracija sinonim za logičnost". U Lynchovim filmovima gledatelj je "uvijek jedan korak iza naracije" pa samim time "naracija uvijek pobjeđuje logičnost". Roche također ističe da postoje višestruke misterije u filmu koje na kraju ostaju neobjašnjene od strane likova koji se susretnu s vlastitom sudbinom, poput Betty i Rite, ili jednostavno popuštaju pod pritiskom kao Adam. Iako se publika još uvijek bori shvatiti priču, likovi više ne pokušavaju riješiti svoje misterije. Roche zaključuje da je Mulholland Drive mističan film ne zbog toga što publici omogućuje da nađe odgovore na pitanja, nego zbog toga što je sam film misterij koji čvrsto drži "gledateljeva detektivska želja da ga shvati".

### Otrovna strelica Hollywoodu
Bez obzira na proliferacije teorija, filmski kritičari slažu se da niti jedno objašnjenje ne zadovoljava sve aspekte i pitanja koja proizlaze iz filma. Stephen Holden iz New York Timesa piše: "Mulholland Drive ima vrlo malo veze s ljubavnim životom likova ili njihovom profesionalnom ambicijom. Film je prikaz vječnog, dubokog odraza primamljivosti Hollywooda... Postoji li veća moć od one za ulaskom i programiranjem života iz snova?" J. Hoberman iz The Village Voicea ističe ovaj sentiment nazivajući ga "otrovnom strelicom usmjerenom prema Hollywoodu".
Mulholland Drive često se uspoređuje s klasikom Bulevar sumraka redatelja Billya Wildera u kojem se snovi u Hollywoodu također ruše. Uz to što oba naslova filma aludiraju na poznate ulice Los Angelesa, Mulholland Drive je "Lynchov jedinstveni pogled na ono što je i Wilderu privuklo pažnju: ljudsko truljenje (termin kojeg je Lynch nekoliko puta upotrijebio tijekom konferencije za novinare na filmskom festivalu u New Yorku 2001. godine) u gradu ubojitih iluzija". Naslov filma referenca je na ikonografiju holivudske kulture. David Lynch živi blizu Mulholland Drivea, a u intervjuu je istaknuo: "Po noći imate osjećaj kao da se vozite na vrh svijeta. Po danu imate isti takav osjećaj, ali on je misteriozan s prisutnošću određenog straha. U toj ulici osjećate povijest Hollywooda". Glumica Watts također je imala iskustvo s cestom prije nego što je njezina karijera postala uspješna: "Sjećam se da sam se vozila ulicom mnogo puta, plačući i pitajući se što uopće radim ovdje?".
Jedan kritičar posebno upozorava gledatelje na ciničnu interpretaciju događaja u filmu, ističući da Lynch prezentira više "od puke fasade i da on zbilja vjeruje da samo zlo i prevara stoje iza svega". Koliko god Lynch prikazivao film kao prevaru, manipulaciju i lažne preteznije u holivudskoj kulturi, on filmom također ulijeva nostalgiju i priznaje da prava umjetnost dolazi iz klasičnog filmskog stvaralaštva pa otuda u glumačkoj ekipi i holivudski veterani poput Ann Miller, Leeja Granta i Chada Everetta. On također portretira Betty kao izuzetno talentiranu glumicu čijih sposobnosti postaju svjesni moćni ljudi u industriji zabave. Komentirajući taj kontrast između filma kao nostalgije i filma kao prikaza truljenja Hollywooda, Steven Dillon piše da je Mulholland Drive kritika kulture Hollywooda jednako kao i osuda tzv. cinephilije (fascinacije filmskim stvaralaštvom i fantazija uzrokovanih istim).
Glumica Laura Elena Harring opisala je svoju interpretaciju filma nakon što ga je pogledala: "Kada sam film pogledala prvi put pomislila sam da se radi o priči o holivudskim snovima, iluzijama i opsesiji. Dodiruje se one ideje da ništa nije onakvim kakvim se čini, pogotovo onoga što je vezano za slavu u Hollywoodu. Nakon što sam film pogledala drugi i treći put, pomislila sam da je glavna tema potraga za identitetom. Znamo li mi uopće tko smo? I onda sam počela zapažati druge stvari... Nema ispravnog ili pogrešnog zaključka o filmu. To je film koji vas tjera na neprestano razmišljanje, natjerava vas da postavljate pitanja. Mnogo puta do sada sam čula ljude kako govore da je upravo ovo film kojeg će morati još jedanput pogledati ili da je ovo film koji se mora još jedanput pogledati. Intrigantan je. Želite ga shvatiti, ali ne vjerujem u to da je on snimljen da bude shvaćen. Postigao je svoj cilj ako vas natjerava da postavljate pitanja".

### Romantični sadržaj
Mišljenja o vezi između Betty i Rite te Diane i Camille variraju od onih koji su bili istinski dirnuti njihovom iskrenošću i onih kojima je mašta tek bila zagolicana. Kritika filma objavljena u časopisu Premiere ističe da je veza između Betty i Rite "vjerojatno najzdravija, najpozitivnija ikad opisana u bilo kojem Lynchovom filmu", dok Thierry Jousse u svojoj kritici za Cahiers du cinéma piše da je ljubav između ove dvije žene "čisti liricizam kojem gotovo nema premca u suvremenoj kinematografiji". Drugi kritičari ističu da je središnji romantični trenutak između Betty i Rite toliko nježan i dirljiv da Bettyno "razumijevanje situacije po prvi puta na vlastito iznenađenje ju dovodi do zaključka da cijela ta njezina bespomoćnost i znatiželja u vezi druge žene dobiva smisao: strast... To je prekrasan trenutak kojeg ta nježnost uzdiže do nebesa i odmiče od bilo kakvog oblika jezivosti." Još jedna kritika ističe da je "erotika koja je prisutna u sceni toliko potentna da prekriva kompletan film, stavljajući u drugi plan sve one scene koje su prethodile prije i uslijedile nakon nje." Betty i Rita odabrane su od strane Independent Film Channela kao amblemski romantični par 2000-tih. Pisac Charles Taylor ističe: "Betty i Rita su često odvojene od tame posebnim okvirom tako nježno i baršunasto poput lebdećeg nimbusa koji je spreman progutati ih ako se probude iz sna filma. A nakon što ih proguta, nakon što dim ispuni taj okvir kojim su odvojene poput sumpora iz pakla koji nam zamagljuje vid, osjećamo kao da nije nestala samo njihova romansa nego da je cijela ljepota svijeta prokleta."
Kada se film gleda iz perspektive lezbijke kao tragične figure, analiza od strane medija donosi sljedeće: "Kritičari su naveliko i naširoko raspravljali o scenama seksa u filmu kao da se radi o natjecanju iz kojeg će biti vidljivo tko je više uživao u ovoj prezentaciji istospolne ženske žudnje". Autorica Heather Love piše kako film koristi klasičnu temu iz literatura i filmova prilikom opisivanja lezbijske veze: Camilla kao bolno lijepa i slobodna odbija Diane zbog Adama. Jedna od popularnih reakcija na film predlaže tezu da se kontrast veza između Betty i Rite odnosno Diane i Camille "može istovremeno shvatiti kao jedna od najseksi stvari na svijetu, ali i kao nešto izrazito tužno i nimalo erotično".
Izjave u medijima glavnih glumica Naomi Watts i Laure Elene Harring u vezi njihove filmske romanse varirale su i često bile u suprotnostima s prethodnim izjavama. Watts je za snimanje scene prvo izjavila: "Ne vidim ju kao erotičnu, iako je moguće da ona tako izgleda. Kada sam je posljednji put vidjela, zapravo su mi zasuzile oči zbog toga što sam znala u kojem će pravcu priča nakon toga krenuti. Pomalo mi je slomila srce." Međutim, u drugom intervjuu Watts je izjavila: "Iznenadila sam se kako sve to realno i iskreno izgleda na ekranu. Te djevojke zbilja izgledaju zaljubljeno i sve skupa bilo je vrlo erotično". Harring je, s druge strane, izjavila: "U mojim očima ljubavna scena je nešto što se naprosto dogodi. Rita je vrlo zahvalna za svu pomoć koju joj je Betty pružila i ja se od nje opraštam, želim joj laku noć, zahvaljujem još jedanput iz dubine svog srca, poljubim je i onda nas energija samo ponese. Naravno, patim od amnezije pa nemam pojma jesam li takvo što prije radila, ali mislim da niti jedna niti druga nisu lezbijke". Autorica Heather Love donekle se složila s mišljenjem glumice Harring kad je ova izjavila da ne misli da je identitet osoba u Mulholland Driveu toliko važan koliko je važna strast: "Nije pretjerano važno tko smo, važno je ono što namjeravamo učiniti, ono što želimo učiniti".

## Likovi
Betty Elms je bistra i talentirana novo pridošlica u Los Angeles, opisana kao "dobra, optimistična i odlučna u potpunosti osvojiti grad" te kao "totalno naivna". Njezin neustrašiv pristup u pomaganju Riti samo zbog toga što smatra da je to ispravno filmske kritičare podsjeća na postupke Nancy Drew. Iz početka njezina kompletna osobnost očiti je klišej malograđanske naivnosti. Ali čini se da je Bettyn identitet, odnosno manjak istoga, glavni fokus filma. Prema mislima jednog kritičara, Betty je odigrala ulogu samog filma u svjesnom i nesvjesnom. Naomi Watts, koja je bazirala ulogu na Doris Day, Tippi Hedren i Kim Novak izjavila je da Betty traži uzbuđenje, da je ona netko "tko se nađe u svijetu kojem ne pripada i u kojem je spremna preuzeti novi identitet, čak i ako on pripada nekome drugome". Ova izjava jednog filmskog teoretičara navela je na zaključak da, iako je Betty naivno, ali objeručke ušla u holivudski sistem, postala je "aktivni glumac" koji je "prihvatio kompletnu strukturu koja će ju na kraju uništiti". Filmska kritičarka Amy Taubin iznosi teoriju da je Betty reinkarnacija lika Sandy iz Lynchovog filma Plavi baršun: Bettyn rodni gradić, Deep River (Ontario) dijeli isto ime kao i zgrada u kojem živi femme fatale Dorothy iz Plavog baršuna. Nakon što se oslobodila okova malog grada, Sandy je ponovno rođena kao Betty koju privlači tamnokosa misteriozna žena poput Dorothy i koja se u nju zaljubi i potpuno izgubi.
Međutim, iako je to teško za povjerovati zbog dotadašnjeg razvoja njezinog lika, Betty prikazuje nevjerojatnu performansu i dubinu lika na audiciji. Prije audicije vježbala je scenu s Ritom u svom stanu gdje Rita izgovara svoje rečenice poput drvene lutke, "loše" i "plitko: svaka izgovorena rečenica nije vrijedna prave glumice" dok je Betty na probi jednako loša kao što je loš i sam scenarij. Nervozna, ali i hrabra kao nikad prije na audiciji, Betty ulazi u skučenu sobu gdje joj se partner s audicije (Chad Everett) fizički i mentalno približava na tek nekoliko centimetara razmaka nakon čega ona cijelu scenu pretvara u snažnu seksualnu tenziju kojoj u potpunosti dominira te takvim činom privlači sve u prostoriji. Ta seksualnost u potpunosti nestaje istoga trenutka nakon što scena završava te Betty ispred svih stoji, posramljeno čekajući njihovo odobravanje. Jedan filmski analitičar ističe kako je upravo ta Bettyna ranije nepoznata sposobnost ukrala film, odnosno Betty je u potpunosti prebacila mračnu misteriju s Rite na sebe, a sam redatelj Lynch je ovu scenu iskoristio kako bi ilustrirao korištenje obmane svojih likova. Bettyna glumačka sposobnost tjera Ruth Perlmutter na spekuliranje o tome da li Betty igra ulogu Diane u snu ili u parodiji filma koji će se u konačnici okrenuti protiv nje.
Rita je misteriozna i bespomoćna žrtva, klasična femme fatale mračnog, prekrasnog izgleda. Kritičar Roger Ebert bio je toliko impresioniran glumicom Harring da je rekao: "Sve što ona treba raditi je samo mirno stajati i već kao takva izgleda kao prvi pravi argument za remake filma Gilda nakon 55 godina". Ona predstavlja objekt požude koji je u potpunoj suprotnosti s Bettynim bistrim samopouzdanjem. Ona je također i prvi lik s kojim se publika poistovjećuje, jer zbog svoje zbunjenosti i uplašenosti, nepoznavanja tko je i kamo ide predstavlja želju publike da shvate smisao filma kroz njezin identitet. Umjesto prijetnji, ona inspirira Betty na njegovanje, utjehu i pomoć. Njezina amnezija čini je praznom, a jedan kritičar to uspoređuje s "ispraznosti koja dolazi s tom nevjerojatnom ljepotom i njezinom željom da projicira bilo kakvu kombinaciju anđeoskog i demonskog u sebi". Analiza lika Rite tvrdi da su sve njezine akcije u prvom dijelu filma prave i iskrene jer se ne sjeća ničega i ne zna kako bi se trebala ponašati. Međutim, autor knjige o temama Lynchovih filmova Todd McGowan ističe da bi se prvi dio filma Mulholland Drive mogao gledati kao konstrukcija Ritine fantazije, sve dok se u njemu ne pojavi Diane Selwyn; Betty je objekt koji nadilazi Ritinu anksioznost o njezinom gubitku identiteta. Prema filmskom povjesničaru Stevenu Dillonu, Diane se transformira u bivšu cimericu Ritu: nakon napete scene u kojoj cimerica uzima ostatak svojih stvari, Rita se pojavljuje u stanu, smiješeći se Diane.
Nakon što Betty i Rita pronađu tijelo koje se raspada, pobjegnu iz stana te se njihove scene razdvajaju i reintegriraju. David Roche ističe kako Ritin nedostatak identiteta uzrokuje slom koji "se događa ne samo na nivou likova, već na nivou kompletne scene; kadar sadrži specijalne efekte, njihovi glasovi su izmijenjeni, a kamera kao da pokušava sama opisati mentalno stanje njihovog uma". Gotovo istog trenutka vraćaju se u stan Bettyne tete gdje Rita na sebe stavlja plavu vlasulju kako bi se prerušila, ali zapravo izrazito počne ličiti na Betty. Upravo ova transformacija, po mišljenju jednog filmskog analitičara, nagovještava spajanje obaju karaktera u jedan. Ovo mišljenje ima potporu u nekim vizualnim tragovima, kao na primjer kut kamere iz kojeg je snimana scena u kojoj se vide njihova lica kako se spajaju u jedno. Potpora je tim veća što već u sljedećoj sceni njih dvije doživljavaju seksualnu intimu nakon čega Ritin lik postaje sve više dominantan zbog njezinog inzistiranja na posjeti kluba Silencio u dva sata ujutro koji će u konačnici dovesti u potpunu dominaciju lika Camille.
Diane Selwyn (Naomi Watts) je očigledno frustrirana i depresivna žena koja se divi i obožava Camillu, ali joj ova ne uzvraća istom mjerom. Za nju se smatra da je realnost predobre-da-bi-bila-stvarna Betty ili kasnije verzije Betty nakon predugačkog života u Hollywoodu. Prema mišljenju Stevena Dillona, zaplet filma "čini Ritu savršenom empatijskom posudom za Dianine fantazije", ali zbog toga što je Rita "tek isprazna djevojka s naslovnice" Diane je "ušla u tu ispraznost" koja ju je odvela u depresiju i, konačno, samoubojstvo. Prema tome, Diane je personifikacija nezadovoljstva, bolno prikazanog u sceni u kojoj masturbira bez mogućnosti dosezanja klimaksa, a koja ukazuje "kroz zamagljene, grčevite kadrove kamenog zida ne samo njezine suze i poniženje nego i raspadanje njezine fantazije te rastuću želju za osvetom". Jedna od analiza lika Diane ističe da je njezina odanost liku Camille temeljena na manifestaciji narcisoidnosti pogotovo stoga što Camilla preuzima sve ono što Diane želi i želi biti. Premda je prikazana kao slabić i ultimativni gubitnik, za Jeffa Johnsona - autora knjige o moralu u Lynchovim filmovima - Diane je jedini lik u drugoj polovici filma čiji moralni kod ostaje nedirnut. Ona je "pristojna osoba iskvarena raznim čudovištima koji se nalaze u filmskoj industriji". Njezina krivnja i žaljenje evidentni su u njezinom samoubojstvu na kraju te u tragovima koji su prisutni u prvom dijelu filma. Ritin strah, mrtvo tijelo i iluzija u klubu Silencio upućuju na nešto mračno i pogrešno u svijetu Betty i Rite. Tijekom oslobođenja same sebe od Camille, njezino moralno stanje ju doslovno ubija.
Camilla Rhodes (Melissa George, Laura Elena Harring) je tek nešto više od lica s fotografije i ime koje je nadahnulo predstavnike maglovite, ali opake moći koji joj žele dati ulogu u Adamovom filmu s čim se ovaj nikako ne slaže. Opisana kao "bljutavi prišt" od strane jednog kritičara, ona jedva da ostavlja bilo kakav utisak o sebi u prvom dijelu filma, ali nakon otvaranja plave kutije i nakon što ju portretira glumica Laura Elena Harring, ona postaje puna persona koja simbolizira "izdaju, poniženje i napuštanje" te objekt Dianine frustracije. Diane je oštri kontrast Camille koja je puno pohotnija i za koju se čini da je "isisala život iz Diane". Odmah nakon što kaže Diane da ju izluđuje, Camilla joj govori da moraju okončati svoju aferu. Na filmskom setu gdje režira scenu s Camille, Adam naredi da svi osim Diane odu sa seta - na Camillin zahtjev - nakon čega pokazuje glumcu kako ispravno poljubiti Camillu u sceni. Umjesto da kazni Camillu zbog takvog javnog poniženja, kako je i sugerirano u Dianeinom razgovoru s nespretnim ubojicom, jedan kritičar vidi Ritu kao ranjivu prezentaciju Dianeine želje za Camillom.
Adam Kesher (Justin Theroux) je u prvoj polovici filma opisan kao "maglovito arogantan", ali naizgled uspješan redatelj koji doživljava jedno poniženje za drugim. Theroux je o ulozi izjavio: "Čini se da je on jedini lik u cijelom filmu koji nema pojma o tome što se događa. Mislim da je on jedini lik za kojeg publika može reći Da, baš se osjećam poput tebe upravo sad. Nemam pojma zbog čega prolaziš svu tu bol.". Nakon što mu je oduzeta kreativna sloboda na njegovom filmu, prilikom povratka kući nađe ženu u zagrljaju s čistačem bazena (Billy Ray Cyrus) te bude izbačen iz svoje bogate kuće iznad Hollywooda. Uskoro se prijavljuje u jeftini motel i plaća gotovinom; ubrzo dolazi menadžer hotela koji mu govori da njegova kartica više ne vrijedi. Prema Dianeinom svjedočenju, Adam je pompozan i sam sebi najvažniji. On je također jedini lik čiji se karakter ne mijenja u potpunosti u prvom i drugom dijelu filma. Jedna od analiza Adamovog lika sugerira da je upravo zbog toga što je odabrao Camillu Rhodes za svoj film označio kraj Bettyne radosti i sposobnosti u pomaganju Riti, stavljajući krivnju za njezinu tragediju na šefove studija.
Sporedni likovi u filmu uključuju Kauboja (Monty Montgomery), braću Castigliani (Dan Hedaya, Angelo Badalamenti) i Gospodina Roquea (Michael J. Anderson), a svi se pojavljuju u ulogama likova koji natjeravaju Adama da ulogu u svom filmu da Camilli Rhodes. Svi ovi likovi za filmske teoretičare simboliziraju smrt kreativnosti i potretiraju "viziju industrije kao zatvoreni hijerarhijski sistem u kojem ultimativni izvor moći ostaje skriven iza cijelog niza predstavnika". Glumica Ann Miller glumi lik Coco, gazdarice koja pozdravlja Betty prilikom njezinog dolaska u tetin stan. U prvom dijelu filma Coco predstavlja staru klasu u Hollywoodu koja pozdravlja i želi dobrodošlicu mladoj Betty. Međutim, u drugom dijelu filma ona predstavlja Adamovu majku koja nestrpljivo grdi Diane koja kasni na zabavu i jedva da obraća pozornost na Dianeinu neugodnu priču o tome kako je postala glumica.

## Stil
Naveliko se pisalo o filmskom stvaralaštvu Davida Lyncha, a opisi koji su se pritom dodjeljivali varirali su od "ultra čudnog", "mračnog" pa sve do "otkačenog". Todd McGowan piše: "Lynchovi filmovi ne mogu se gledati na isti način na koji se gledaju standardni holivudski film noir žanrovi ili na način na koji se gledaju radikalni filmovi". Kroz svoj položaj klišeja i nadrealizma, noćnih mora i fantazija, nelinearne priče, kamere, zvuka i osvijetljenja Lynchov film izaziva gledatelja da u potpunosti zanemari mišljenje o tome što misli da će gledati. Mnogi likovi u filmu Mulholland Drive su prototipovi koji se jedino mogu gledati kao klišej: nova holivudska nada, femme fatale, disidentan redatelj i upitni moćnici koje Lynch ne objašnjava u potpunosti. Lynch ovakve otrcane likove postavlja u kobne situacije, stvarajući na taj način sanjivu kvalitetu. Upotrebljavajući ovakve likove u scenariju koji sadržava komponente i reference na snove, fantazije i noćne more, na gledateljima ostavlja da odluče o onome što je zapravo stvarno. Jedan filmski analitičar piše o Lynchu: "Poput mnogih nadrealista, Lynchov jezik neobjašnjenog je tečan jezik snova."
David Lynch koristi različite metode obmane u filmu Mulholland Drive. Upitnu figuru imena Mr. Roque, za kojeg se čini da kontrolira filmskim studijima, glumi Michael J. Anderson (također glumio i u seriji Twin Peaks). Anderson, koji u filmu kaže tek dvije rečenice i smješten je u ogromnom drvenom stolcu, za potrebe snimanja filma morao je nositi ogromne prostetske ruke i noge kako bi njegova glava izgledala što manja. Tijekom zabave Adama i Camille, Diane promatra Camillu (koju glumi Harring) koja se, držeći Adama pod jednom rukom, naginje i ljubi istu ženu koja se pojavljivala kao Camilla (Melissa George) prije nego što je otvorena plava kutija. Obje se zatim okrenu i zajedljivo smiješe Diane. Filmski kritičar Franklin Rigdway piše da je zbog ovakvog "okrutnog i manipulativnog" čina nemoguće odrediti da li je Camilla baš toliko hirovita koliko nam se čini ili da li Dianeina paranoja omogućava publici da vidi samo ono što ona osjeća. U sceni koja slijedi odmah nakon Bettyne audicije, film pravi rez na ženu koja pjeva, a za koju se čini da je u početku sama. Međutim, nakon što se kamera povuče natrag, publika vidi da se radi o studiju za snimanje. U stvarnosti to je set na koji je Betty upravo došla kako bi upoznala Adama Keshera, što publika doznaje nakon što se kamera još više povuče natrag. Kritičar Ridgway mišljenja je da ovakva vrsta obmane kroz umjetnički rad kamerom ispunjava gledatelja sumnjom o onome što se zapravo prezentira: "Čini se kao da nas kamera, u svojoj fluidnosti pokreta, uvjerava (misli) da vidi sve, da ima sve pod kontrolom, čak i ako mi (a i Betty) to ne mislimo."
Prema mišljenju Stephena Dillona, Lynchova upotreba različitih pozicija kamere kroz film - kao na primjer subjektivna upotreba kamere iz ruke - natjerava gledatelja da se "identificira s napetošću likova u raznim situacijama", ali da na trenutke Lynch također i "prekida subjektivni rad kamere, na taj način dajući nam jedinstvenu, čak i ljudsku perspektivu" kako bi tako odvojio različite perspektive konteksta od eventualnog spajanja i značajno zabrinuo "naš osjećaj za individualno i ljudsko". Andrew Hageman također iznosi sličnu teoriju o radu kamere u filmu: "Kamera izražava vrlo zabrinjavajući osjećaj za prostor i prisutnost" poput scene u zalogajnici Winkies gdje "kamera neregularno lebdi tijekom dijaloga" zbog čega "gledatelj postaje svjestan da je set normalnih objektivnih kadrova upravo postao zabrinjavajuće subjektivan". Filmski teoretičar Curt Hersey priznaje nekoliko avangardnih tehnika koje su iskorištene u filmu uključujući nedostatak tranzicije, odsječenih prijelaza, brzinu kadrova, netradicionalnih pokreta kamere, kompjuterski generiranih slika, nelinearne naracije i intertekstualnosti.
Prvi dio filma koji opisuje likove Betty, Rite i Adama predstavlja vjerojatno najlogičniji dio filma u kompletnoj Lynchovoj karijeri. Kasniji dio filma koji, prema mišljenju mnogih gledatelja, predstavlja stvarnost pokazuje promjenu u filmskom efektu koja mu daje kvalitetu nadrealizma kao i u prvom dijelu. Dianeine scene imaju oštriju montažu i "prljavije" osvijetljenje koji simboliziraju njezino fizičko i duhovno osiromašenje koje je u potpunom kontrastu s prvim dijelom filma gdje "za čak i najobičniji dekor imamo osjećaj da svijetli", Betty i Rita sjaje pod svjetlom, a tranzicije između scena su glatke. U prvom dijelu filma Lynch se između scena kreće koristeći panoramske kadrove brda, palminog drveća i zgrada Los Angelesa. U mračnijem dijelu filma više se koristi zvukovnim tranzicijama između scena nego vizualnim. Na Camillinoj zabavi, gdje će Diane biti najviše ponižena, zvuk razbijajućeg posuđa čuje se gotovo istog trenutka kad se scena naglo reže na zalogajnicu Winkies u kojoj Diane razgovara s ubojicom. Sinnerbrink također ističe da nekoliko scena u filmu, kao na primjer one u kojoj Diane halucinira Camillu nakon što se probudi, slika lica čudovišta iza zalogajnice Winkies nakon Dianeinog samoubojstva ili "ponavljanje, preokret i premještanje elemenata koji su bili drugačije konfigurirani" u prvom dijelu filma stvaraju neprirodan efekt kojem se gledateljima predstavljaju poznati likovi ili situacije u alternativnom vremenu ili lokacijama. Na sličan način Hageman identificira ranu scenu u zalogajnici Winkies kao "ekstremno neprirodnu" budući se radi o sceni gdje "granice koje razdvajaju fizičku realnost od imaginacije nesvjesnog naprosto nestaju". Autor Valtteri Kokko definirao je tri grupe "neprirodnih metafora": doplgenger nekoliko likova koje igraju isti glumci, snovi i svakodnevna pojava - kao npr. plava kutija - koja pokreće Ritin nestanak i Dianein pravi život.
Još jedan element koji se ponavlja u Lynchovim filmovima je njegovo eksperimentiranje sa zvukom. U jednom intervjuu istaknuo je: "Gledate sliku i kompletnu scenu bez zvuka i one rade što bi trebale raditi, ali posao još nije gotov. Kad započnete raditi na zvuku morate raditi sve dok ne osjetite da je to to. Postoji mnogo pogrešnih zvukova koje odmah osjetite. Ponekad je takvo nešto poput magije." U uvodnoj sceni filma, crnokosa žena tetura Mulholland Driveom, potiho sugerirajući da je nespretna. Međutim, nakon što je Lynch dodao "zvuk pare (iz olupine automobila) i vrištanje klinaca" kompletna scena transformira lik Laure Elene Harring iz nespretne u prestravljenu. Lynch je također upotrijebio suptilne tutnjave tijekom cijelog filma koje se gledateljima čine uznemirujućima i jezivima. Hageman također ističe da "je zvuk filma trajan i neprirodan", te tvrdi da u sceni u kojoj se muškarac ruši iza zalogajnice Winkiesa normalan zvuk uronjen u huku koja zuji, definiravši istu kao "kreaciju disonance i napetosti koja privlači gledatelja u ulogu detektiva koji mora uspostaviti red". Prema mišljenju Ruth Perlmutter, kraj filma Mulholland Drive sa ženom u klubu Silencio koja šapće je primjer Lynchove slušne obmane i nadrealizma, a također ističe: "Gluma, snovi, potraga za identitetom, strahovi i terori vlastite neobjašnjivosti su gotovi nakon što je film gotov pa zbog toga nastaje tišina i enigma."

## Glazba iz filma
Glazbu iz filma Mulholland Drive nadgledao je Angelo Badalamenti koji je i ranije surađivao na projektima Davida Lyncha kao što su Plavi Baršun i serija Twin Peaks. Uz to što je zaradio nominacije u kategoriji najbolje originalne glazbe za nagrade Američkog filmskog instituta, BAFTA-e i Zlatni Globus, Badalamenti je također odglumio malu cameo ulogu u filmu - kušača kave i mafijaša.
Kritičari su istaknuli da Badalamentijeva zlosutna glazba - ujedno opisana i kao njegova "najmračnija do tada" - pridonosi osjećaju misterije u uvodnoj špici u kojoj pratimo limuzinu crnokose žene, te da je u direktnom kontrastu sa svijetlim, veselim tonovima glazbe prilikom Bettynog dolaska u Los Angeles gdje se čini "da glazba predstavlja emotivni vodič za gledatelja". Novinar koji piše o filmskoj glazbi, Daniel Schweiger ističe da se Badalamentijev doprinos glazbi mijenja od "gotovo nepokretnog užasa do noirovskog jazza" s "ritmovima koji se dižu do eksplozije beskonačne tame". Sam Badalamenti opisao je jedinstvenu tehniku dizajna zvuka koja je upotrebljena u filmu, a pomoću koje je Lyncha mogao opskrbiti s višeminutnim temama laganog tema (koje su zvali "ogrjev") od kojih je u konačnici Lynch mogao "uzeti dijelove i eksperimentirati s njima što je rezultiralo mnogobrojnim jezivim glazbenim temama".
Lynch je za soundtrack upotrijebio dvije pop pjesme iz 60-tih godina prošlog stoljeća, direktno jednu iza druge koje pjevaju dvije glumice na audiciji. Prema mišljenju analitičara glazbe u Lynchovim filmovima, ženski likovi u njegovim filmovima često su nesposobni komunicirati normalnim kanalima pa su im uloge svedene na sinkronizaciju usana. Prva pjesma koja se koristi je "Sixteen Reasons" u izvedbi Connie Stevens, a koju čujemo u filmu dok kamera otkriva nekoliko iluzija. Druga je pjesma "I've Told Ev'ry Little Star" u izvedbi Linde Scott koja se pojavljuje u sceni audicije za ulogu Camille Rhodes, a za koju filmski teoretičar Eric Gans smatra da osnažuje lik Betty. Također misli da, iako je u originalu pjesma napisana za duet (autor je Jerome Kern), činjenica što je izabrana baš ova verzija koju pjeva Linda Scott pojačava dojam homoseksualnog tonaliteta kompletnog Mulholland Drivea. Međutim, za razliku od pjesme "Sixteen Reasons", dijelovi pjesme "I've Told Ev'ry Little Star" su iskrivljeni pa na taj način sugeriraju "zvučni podijeljeni identitet" Camille. U trenutku kad čujemo pjesmu, Betty taman dolazi na filmski set gdje Adam održava audiciju za svoj film. Ona ga vidi i njihovi se pogledi sretnu, a nakon što Adam kaže poznatu rečenicu "Ovo je ta djevojka" (za Camillu), Betty naglo pobjegne, jer se ne može suočiti s njegovim odbijanjem.
Vrhunac filma predstavlja scena u neobičnom noćnom kazalištu klubu Silencio gdje izvođač miješajući engleski, španjolski i francuski jezik najavljuje "No hay banda" (Nema benda) "But yet we hear a band" (Ali ga ipak čujemo). Opisana kao "najoriginalnija i najdivnija sekvenca u originalnom i divnom filmu", španjolska a cappella verzija pjesme "Crying" Rebekahe del Rio (nazvana "Llorando") hvaljena je kao "scena koja zaustavlja film" u rijetko posjećenom klubu Silencio. Lynch je prvi put htio iskoristiti pjesmu u svom filmu Plavi baršun, ali u izvedbi Roya Orbisona; međutim promijenio je mišljenje nakon što je čuo njegovu stvar "In Dreams" koju je kasnije i iskoristio u istom filmu. Pjevačica Del Rio, koja je popularizirala španjolsku verziju pjesme i koja je upravo zahvaljujući njoj dobila svoj prvi ugovor za snimanje albuma, izjavila je da je Lynch došao do nje u Nashville gdje je živjela i tražio da mu otpjeva pjesmu ne znajući da ju on snima. Lynch je samo za nju napisao malu ulogu u filmu te iskoristio verziju pjesme koju mu je otpjevala u Nashvilleu za tu scenu. Pjesma na tragičan način opisuje Betty i Ritu, koje ju slušaju i sjede opčinjene i u plaču, nekoliko trenutaka prije nego što njihova veza nestane i bude zamijenjena s disfunkcionalnošću Diane i Camille. Prema mišljenju jednog filmskog teoretičara, pjesma kao i kompletna scena kazališta označava raspadanje likova Betty i Rite, kao i njihove veze. Uz upotrebu više jezika i pjesme koja portretira takve osnovne emocije, jedan filmski analitičar ističe da Lynch prikazuje njegovo nepovjerenje intelektualnog diskursa i bira objašnjenje kroz slike i zvukove. Dezorijentirana pjesma koju pjeva del Rio, premda ona više nije na pozornici, opisana je kao "glazbena verzija Magritteine slike Ceci n'est pas une pipe".

## Distribucija i kritike

### Kino distribucija
Svoju premijeru Mulholland Drive imao je na filmskom festivalu u Cannesu u svibnju 2001. godine uz hvalospjeve filmske kritike. Na samom festivalu David Lynch je osvojio nagradu za najboljeg redatelja, koju je podijelio s Joelom Coenom za film Čovjek kojeg nije bilo. Mnogi kritičari pozitivno su ga ocijenili, a sam film postao je jedan od najhvaljenijih od strane publike u Lynchovoj karijeri. Universal Pictures započeo je s kino distribucijom filma u 66 kino dvorana u SAD-u od 12. listopada 2001. godine. Film je u prvom vikendu prikazivanja zaradio 587.591 tisuća dolara. Kasnije se distribucija proširila na 247 kino dvorana, na kraju utrživši 7.220,243 milijuna dolara samo u SAD-u. Distributerska tvrtka TVA Films krenula je u kino distribuciju filma u Kanadi 26. listopada 2001. godine. U ostalim državama van SAD-a film je zaradio dodatnih 12.892,096 milijuna dolara pa mu ukupni box-office rezultat na kraju iznosi 20.112,339 milijuna dolara. David Lynch bio je nominiran za prestižnu nagradu Oscar u kategoriji najboljeg redatelja. Sam film zaradio je četiri nominacije za nagradu Zlatni Globus: najbolji film (drama), najbolji redatelj, najbolji scenarij i najbolja originalna glazba. Udruženje kritičara New Yorka i udruženje Online Film Critics Society proglasilo ga je najboljim filmom 2001. godine.

### Kritike
Od samog početka svog prikazivanja, film Mulholland Drive je prema mišljenju dvoje filmskih teoretičara "istovremeno skupio najoštrije epitete i dobio neke od najatraktivnijih pohvala u suvremenoj povijesti kinematografije". Mnogi kritičari na film su izrazito pozitivno reagirali, uključujući i Rogera Eberta iz Chicago Sun-Timesa koji je do tada uglavnom davao negativne ili pomiješane kritike Lynchovim ranijim filmovima, ali koji je Mulholland Drive ocijenio s četiri zvjezdice i napisao: "David Lynch je cijelu svoju karijeru gradio za ovaj film i sada kada je napokon stigao na odredište spreman sam mu oprostiti filmove Divlji u srcu, pa čak i Izgubljenu autocestu. Napokon je jedan njegov eksperiment uspio. Film je nadrealni san u formi holivudskog film noira i što manje ima smisla to ga više ne možemo prestati gledati." U New York Timesu, kritičar Stephen Holden je napisao da film "postavlja uz bok Fellinijevom 8 1/2 i ostalim autorskim fantazijama kao monumentalni prikaz samo-odraza" te nadodao: "Ako film promatramo iz laganije perspektive radi se o najvećem i najluckastijem kinematografskom karnevalu u posljednjih nekoliko godina: dinamično putovanje kroz zabavnu kuću jednog filmaša. Ako ga, pak, promatramo iz ozbiljnijeg kuta njegovo zadiranje u moć filma ulazi u onu prazninu iz koje možete čuti vriske proždrljivog demona čiji apetit nikad ne može biti zadovoljen". Kritičar Edward Guthmann iz San Francisco Chroniclea nazvao je film "stimulirajućim... zbog svojih snenih scena i snažne, česte nemarne imaginacije" te nadodao: "Postoji ta očaravajuća kvaliteta njegovog slabog tempa, njegovog osjećaja zle slutnje i njegove atmosfere izgubljene u vremenu... Drži nas, opčinjene i zabavljene, svojih čitavih luckastih, preslatkih i razdražujućih 146 minuta trajanja i dokazuje da je Lynch u solidnoj formi koji nas još uvijek može držati na rubu živaca."
U časopisu Rolling Stone Peter Travers je istakao: "Mulholland Drive oživljava filmove. Ovo grešno iskustvo je svježi trijumf za Lyncha i jedan od najboljih filmova ove jadne filmske godine. Ovakvo smiono vizionarstvo, eroticizam za pasti u nesvijest i boje koje blješte poput ruža za usne neke prostitutke nisu bili prisutni u niti jednom filmu do sada." J. Hoberman iz The Village Voicea piše: "Ova pohotna fantazmagorija... je svakako Lynchov najjači film još od Plavog baršuna i, možda, Eraserheada. Sve one stvari koje nije uspio prikazati u debaklu zvanom Izgubljena autocesta - atmosfera samostojeće prijetnje, besmislene seobe duša, provokativnost radnje, alternativni svjetovi - ovdje su briljantno rehabilitirane."
Iako su većina kritika bile pozitivne (na popularnoj internet stranici Rotten Tomatoes film ima 81% pozitivnih kritika), Mulholland Drive nije bio ispunjen samim hvalospjevima. Rex Reed iz New York Observera izjavio je da je to najgori film kojeg je gledao u 2001. godini, nazivajući ga "moronskim, neshvatljivim smećem". U New Yorku kritičar Peter Rainer istaknuo je: "Iako mi se sviđa više od nekih drugih njegovih sanjivo-nakaznih uradaka, svejedno se radi o morbidnom filmu... Lynch se treba obnoviti s navalom dubokih osjećaja koje ima prema ljudima i neshvaćenima te se ostaviti kretenoidnosti, hobogoblina i zombija na neko vrijeme." U Washington Postu Desson Howe je film nazvao "produženom operom, ako želite staviti umjetničku naljepnicu na nepovezanost". Todd McCarthy iz Varietyja neke dijelove je hvalio ("Lynch savija nivoe bizarnog humora, dramatičnog incidenta i stvarne misterije s nezaboravnim scenama od kojih neke spadaju među najboljima njegove karijere..."), ali je također istaknuo da "film skače iz solidnog stanja relativno narativne koherencije u Lynchovu zemlju potpune fantazije... u posljednjih 45 minuta Lynch se nalazi u modu u kojem savija svijest gledatelja i predstavlja formu alternativne stvarnosti bez imalo smisla i logike s onim što se dogodilo prije. Iako takve njegove taktike već poznajemo od vremena Twin Peaksa naovamo, ovakav nagli preokret je razočaravajući prvenstveno zbog toga što je do tog trenutka Lynch uspješno stvorio više nego uvjerljivu priču." James Berardinelli također je kritizirao film, napisavši: "Lynch vara svoju publiku, izmiče nam tepih pod nogama. U jednom trenutku miješa kompletnu priču s jednim jedinim ciljem: da nas zbuni. Ništa nema smisla zbog toga što niti ne treba imati smisla. Ne postoji razlog ili logika događaja. Lynch se šali sa svima nama." Filmski teoretičar Ray Carney ističe: "Ne bi trebao toliko promjena emocija i narativnih zamka ako imaš što za reći. Ne bi trebao toliko dvojnika i mračnih figura ako tvoji likovi imaju dušu."
Mulholland Drive proglašen je najboljim filmom desetljeća od strane udruženja filmskih kritičara Los Angelesa, Chaiers du Cinéma, indieWIRE, Slant Magazinea, Reverse Shota, The Village Voicea i Time Out New Yorka od kojih su se potonji, uz referencu na napade 11. rujna u SAD-u, retorički zapitali: "Postoji li još neki film koji na tako rezonantan, nenamjeran način priča o strašnom događaju koji je obilježio ovo desetljeće?... Mulholland Drive je lice čudovišta iza zalogajnice; to je samo-sumanuti san pretvoren u noćnu moru." Također je proglašen filmom desetljeća u anketi Film Commenta u kojoj su sudjelovali "kritičari, programeri, akademici, filmaši i ostali" te čitatelji samog časopisa. Pojavljuje se na mnogim raznim listama kao najbolji film desetljeća; na trećem mjestu časopisa The Guardian, kritičara časopisa Rolling Stonea Petera Traversa, časopisa the Canadian Press, kritičara Scotta Mantza iz Access Hollywooda te na osmom mjestu liste kritičara Michaela Phillipsa. 2010. godine proglašen je drugim najboljim art filmom svih vremena u časopisu The Guardian. Nalazi se na jedanaestom mjestu najboljih filmova čija se radnja događa u Los Angelesu u posljednjih 25 godina koju je sastavila grupa pisaca i montažera iz Los Angeles Timesa uz kriterij da film mora komunicirati stvarnu priču o tom gradu. Magazin Empire smjestio je film ja 391 mjesto (od sveukupno 500) najboljih filmova svih vremena. Film se također nalazi na 38 mjestu liste 50 filmova koje morate pogledati prije smrti Channela 4. 2011. godine magazin Slate u svojem tekstu o novim filmskim klasicima proglasio je film Mulholland Drive najtrajnijim od 2000. godine naovamo.

### DVD i Blu-ray distribucija
Originalno DVD izdanje filma Mulholland Drive pušteno je u prodaju u travnju 2002. godine u SAD-u i Kanadi uz par posebnih dodataka. Izdanje nije sadržavalo popis scena, jer prema Lynchovom mišljenju takav dodatak "demistificira" sam film. Unatoč Lynchovoj zabrinutosti, DVD izdanje filma sadržavalo je insert na kojem je izlistano "10 tragova Davida Lyncha za shvaćanje ovog trilera", premda je jedan DVD kritičar napisao da tragovi mogu biti samo "velike antipatične varke", a drugi ih je opisao kao "nejasne i kriptične te pomalo razočaravajuće". Posebni dodaci na kasnijim DVD izdanjima sadržavaju i Lynchov intervju s filmskog festivala u Cannesu te najbolje trenutke s premijere filma.
Distributer Optimum Home Entertainment izdao je film Mulholland Drive za europsko tržište na Blu-rayu kao dio njihove StudioCanal kolekcije 13. rujna 2010. godine. Novi posebni dodaci za ovo izdanje uključuju: poseban uvod Thierryja Joussea; U plavoj kutiji, retrospektivni dokumentarni film s redateljima i kritičarima; dva dokumentarna filma o snimanju: On the Road to Mulholland Drive i Back to Mulholland Drive te nekoliko intervjua s ljudima koji su bili uključeni u stvaranje samog filma. Ovo je bio drugi film Davida Lyncha koji je izašao na Blu-rayu; prvi je bio Čovjek-slon.

## Nagrade i nominacije
|                                           | Kategorija — Dobitnici |
| Filmski festival u Cannesu 2001.          | Nagrada za najboljeg redatelja — David Lynch (nagrada podijeljena s Joelom Coenom) |
| Nacionalno udruženje filmskih kritičara   | Najbolji film — Mulholland Drive Najbolja glumica — Naomi Watts |
| Udruženje filmskih kritičara New Yorka    | Najbolji film — Mulholland Drive |
| Udruženje filmskih kritičara Los Angelesa | Najbolji redatelj — David Lynch |
| Udruženje filmskih kritičara Chicaga      | Najbolji film — Mulholland Drive Najbolji redatelj — David Lynch Najbolja glumica — Naomi Watts |
| Udruženje ''Online'' filmskih kritičara   | Najbolji film — Mulholland Drive Najbolji redatelj — David Lynch Najbolja glumica — Naomi Watts Najbolji originalni scenarij — David Lynch Najbolja originalna glazba — Angelo Badalamenti Najbolja nova glumica (Breakthrough performance) — Naomi Watts |
| Nagrada ALMA                              | Najbolja glavna glumica na filmu — Laura Elena Harring |
| BAFTA                                     | Najbolja montaža — Mary Sweeney |
| Nagrada Independent Spirit                | Najbolja kamera — Peter Deming |
|                                           | Kategorija — Nominirani |
| Oscar                                     | Najbolji redatelj — David Lynch |
| Nagrade Američkog filmskog instituta      | Ženska uloga godine u filmu — Naomi Watts Najbolji kompozitor glazbe — Angelo Badalamenti Najbolji redatelj godine — David Lynch Najbolji film godine |
| BAFTA                                     | Najbolja filmska glazba — Angelo Badalamenti |
| Filmski festival u Cannesu 2001.          | Zlatna palma — David Lynch |
| Zlatni globus                             | Najbolji film (drama) Najbolji redatelj — David Lynch Najbolja originalna glazba — Angelo Badalamenti Najbolji scenarij — David Lynch |

## Vanjske poveznice
- Mulholland Drive u internetskoj bazi filmova IMDb-a
- [neaktivna poveznica], opsežna analiza i centar izvora
- Deciphering David Lynch's 10 Clues  Arhivirana inačica izvorne stranice od 26. siječnja 2007. (Wayback Machine), kartica upakirana u originalno DVD izdanje
- Mulholland Drive / lynchnet.com, uključuje intervjue, bilješke o produkciji i filmske isječke